# Toxophorinae
Toxophorinae (лат.) — подсемейство двукрылых из семейства жужжал (Bombyliidae). Встречаются во всех зоогеографических областях.

## Описание
Скапус усика и педицель удлинённые у Toxophorini и Systropus. Синапоморфии таксона: сперматекальная луковица модифицирована в хорошо склеротизированную, свернутую трубку. Жгутик усика и щупики одночлениковые (жгутик уплощённый у Systropus). Крылья с тремя ветвями жилки Rs; М2 отсутствует; анальная ячейка закрыта. Глаза самцов дихоптические, фасетки меньше вентрально, чем дорсально у Gerontini; лицо не опушено; лабрум простой, кроме базальной трети мембранозный у Toxophorini. Щупиковая ямка отсутствует; цибариум простой; задние тенториальные ямки округлые; задний край головы уплощен; одно затылочное отверстие; затылочные ямки присутствуют и хорошо развиты; затылочные аподемы присутствуют у Gerontini и Systropus. Щека с двумя внутренними склеротизированными гребнями у Zaclava и Dolichomyia; задний край глаза простой; голова округлая, за исключением более широкой, чем высокой у Toxophora. Чешуйки на крыле присутствуют у Toxophorini; проторакс расширен у Toxophorini, с крупными волосками; пропрестернум грушевидный; препрококсальный мост отсутствует; преанальные щетинки присутствуют у Toxophorini. Брюшко очень вытянутое в Systropus.

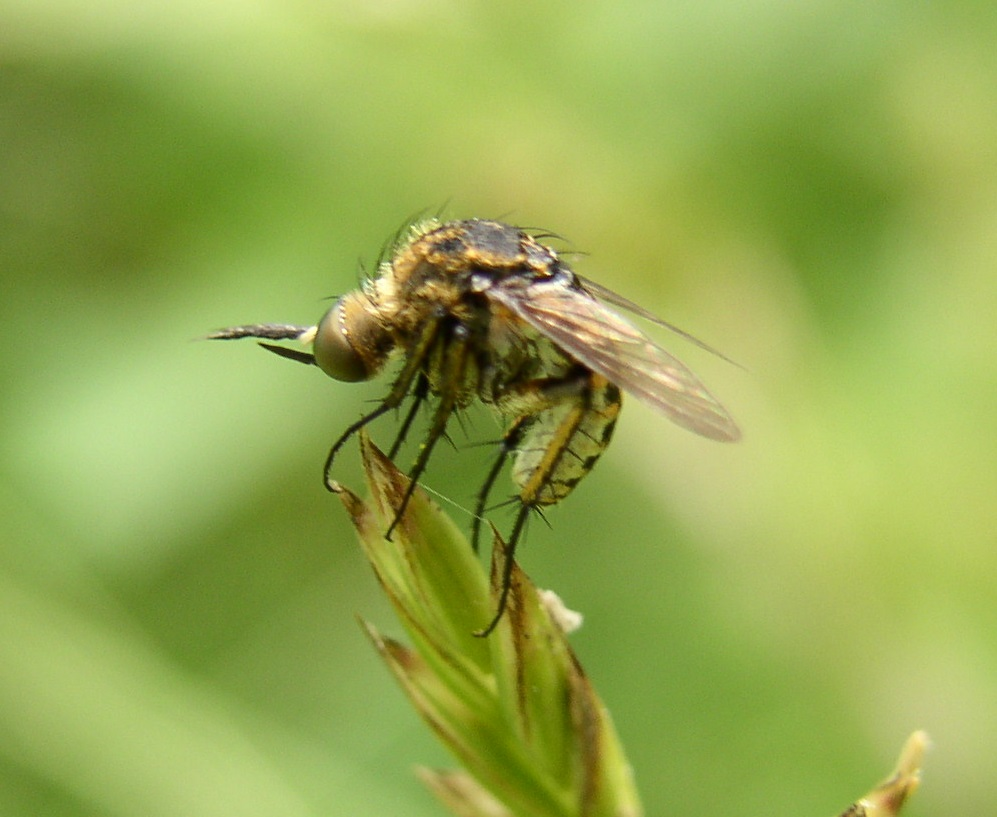
Toxophora amphitea
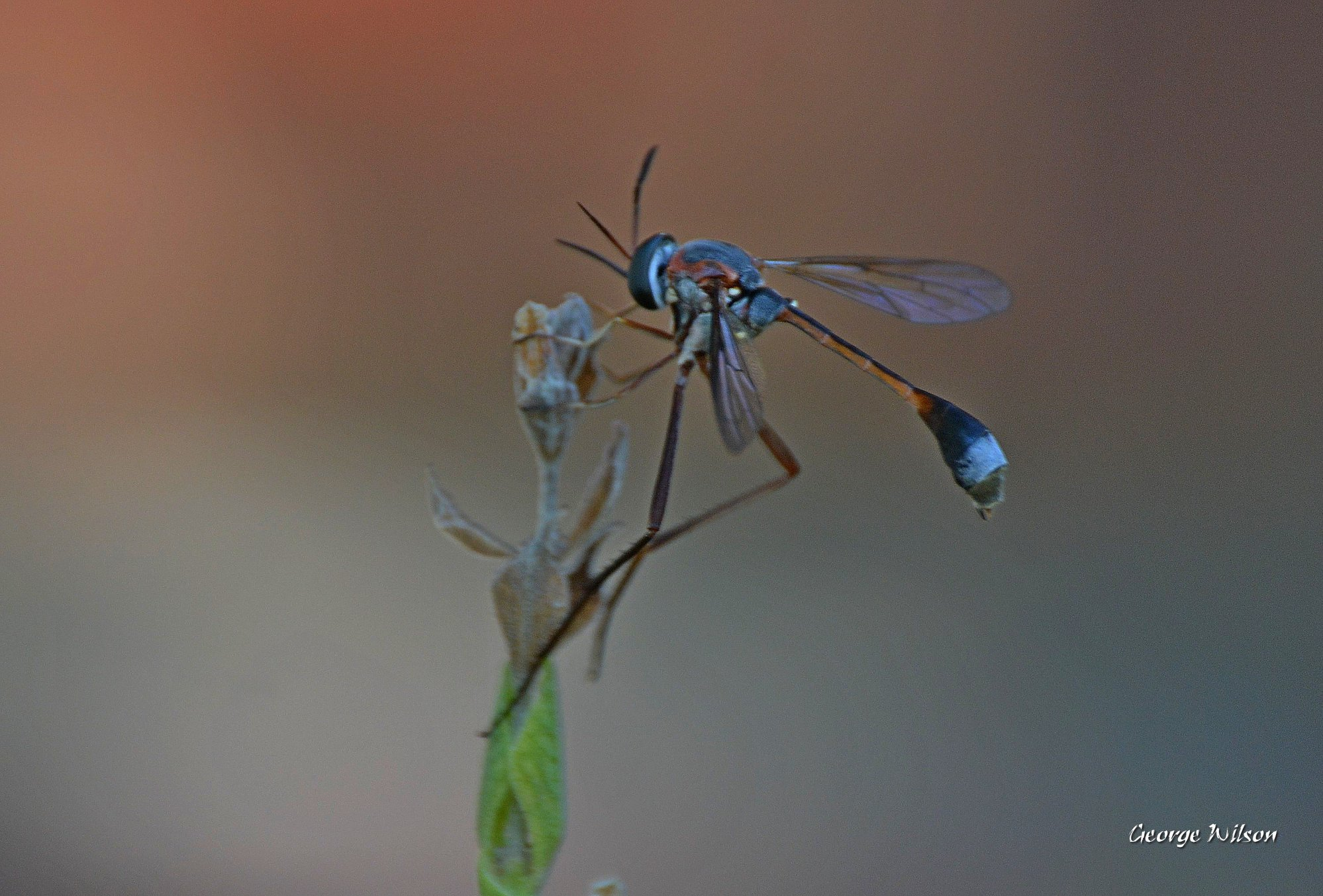
Systropus

## Классификация
Включает 7 родов и около 400 видов, почти половина которых в составе рода Geron. Toxophorinae близки к подсемействам Bombyliinae (Marmasoma) и Lordotinae. Роды сгруппированы в три трибы: Gerontini (Geron) — Systropodini (Dolichomyia, Systropus, Zaclava) — Toxophorini (Toxophora). Ранее их рассматривали в отдельных подсемействах Systropodinae и Gerontinae.
- Dolichomyia Wiedemann, 1830
- Geron Meigen, 1820
- Systropus Wiedemann, 1820
- Toxophora Meigen, 1803[4]
- Zaclava Hull, 1973
- † Melanderella Cockerell, 1909
- † Paradolichomyia Nel & De Ploëg, 2004